# Az Álmosvölgy legendája (film)
Az Álmosvölgy legendája, (Sleepy Hollow) egy 1999-es amerikai horrorfilm, Johnny Depp, Christina Ricci és Miranda Richardson főszereplésével.
A film – bár tele van véres jelenetekkel – egy mozgóképi mese. Látványvilága szépen illusztrált mesekönyvet idéz. A képregényrajzolóból lett rendező, Tim Burton első munkáit (Karácsonyi lidércnyomás, Batman, Ollókezű Edward, Ed Wood) is fantáziadús képi világ jellemzi. Az Oscar-zsűri is értékelte a legjobb művészi rendezés díjával, két másik jelölés mellett.

## Történet
A 18. század végén járunk, a tudományos gondolkodásnak egyre több híve akad. Közéjük tartozik Ichabod Crane, a New York-i rendőrnyomozó. A "modern" gondolkodású racionalistát felettese elküldi Álmosvölgybe, ahol a titokzatos fej nélküli lovas szedi áldozatait. A nagyítók, különleges optikai eszközök nem sokat segítenek a bűnténysorozat után nyomozó fiatalembernek. Saját szemével kell látnia, hogy a legenda igaz. Szívós munkával megtalálja a bűntettek mozgatórugóját és a tettest.

## Szereplők
| Szerep                      | Színész            | Magyar hang     |
| --------------------------- | ------------------ | --------------- |
| Ichabod Crane felügyelő     | Johnny Depp        | Hujber Ferenc   |
| Katrina Anne van Tassel     | Christina Ricci    | Roatis Andrea   |
| Lady Mary van Tassel        | Miranda Richardson | Kubik Anna      |
| Baltus van Tassel           | Michael Gambon     | Sinkó László    |
| Brom van Brunt              | Casper Van Dien    | Megyeri János   |
| Thomas Lancaster doktor     | Ian McDiarmid      | Versényi László |
| James Hardenbrook jegyző    | Michael Gough      | Gruber Hugó     |
| Bíró                        | Christopher Lee    | Izsóf Vilmos    |
| Steenwyck tiszteletes       | Jeffrey Jones      | Konrád Antal    |
| Samuel Philipse elöljáró    | Richard Griffiths  | Kránitz Lajos   |
| Fiatal Masbath              | Marc Pickering     | Skolnik Rudolf  |
| Lady Crane                  | Lisa Marie         |                 |
| A hesseni fej nélküli lovas | Christopher Walken |                 |
| Van Garrett                 | Martin Landau      |                 |
| Killian                     | Steven Waddington  | Kapácsy Miklós  |
| Beth Killian                | Claire Skinner     |                 |
| Főfelügyelő                 | Alun Armstrong     | Bácskai János   |
| A Nyugati Erdők Boszorkánya | Miranda Richardson | Bessenyei Emma  |

## Díjak és jelölések
- BAFTA-díj (2000) – Legjobb jelmeztervezés: Colleen Atwood
- BAFTA-díj (2000) – Legjobb látványtervezés: Rick Heinrichs
- Oscar-díj (2000) – Legjobb látványtervezés: Rick Heinrichs, Peter Young
- Oscar-díj (2000) – Legjobb jelmeztervezés jelölés: Colleen Atwood
- Oscar-díj (2000) – Legjobb forgatókönyv jelölés: Emmanuel Lubezki

## Filmzene
- Hesperos – The Swallow/The Colly Flower
- Hesperos – Argeers

## Érdekességek
- Christopher Walken, aki a fej nélküli lovast játssza, az A holtsáv (1983) című filmben tanárt alakított. A film elején, a The Legend of Sleepy Hollowból olvas fel az osztályának.
- A várost, Sleepy Hollowt három hónap alatt építették fel. Az volt a filmtörténetben a második leggyorsabb díszletépítés Angliában. Ezt csak a Billy Elliott (2000) előzte meg.
- Christopher Walken karaktere nem beszél eltekintve néhány indulatszótól (például: „haa”, „shhhh”) és ahogy a lovát biztatja.
- A film eredetileg Kevin Yagher rendezésében készült volna, de később Tim Burton átvette tőle a projektet, azonban Yagher továbbra is a háttérben maradt.
- A film utolsó jelenetében a Katrina Anne Van Tassel (Christina Ricci) által viselt ruha Michael Keatonéhoz, hasonlít, amelyet a Beetle Juiceban (1988) hordott. Azt a filmet szintén Tim Burton rendezte.
- Ichabod Crane hat alkalommal ájul el a filmben.
- Winona Rydernek is felajánlották Katrina Van Tassel szerepét, de ő visszautasította.
- Ichabod Crane szerepére Liam Neeson, Brad Pitt és Daniel Day-Lewis is esélyesek voltak.
- A hesseni fejnélküli lovas szerepére Marlon Brandót kérték fel, de ő nem vállalta.
- Ez Michael Gough utolsó filmszerepe.
- A szereplők és a stáb gyakran azt mondta, hogy olyan érzés járkálni, Sleepy Hollow díszletei között, mintha Tim Burton fejében sétálgatnának.